# Francisco de Solís (pintor)

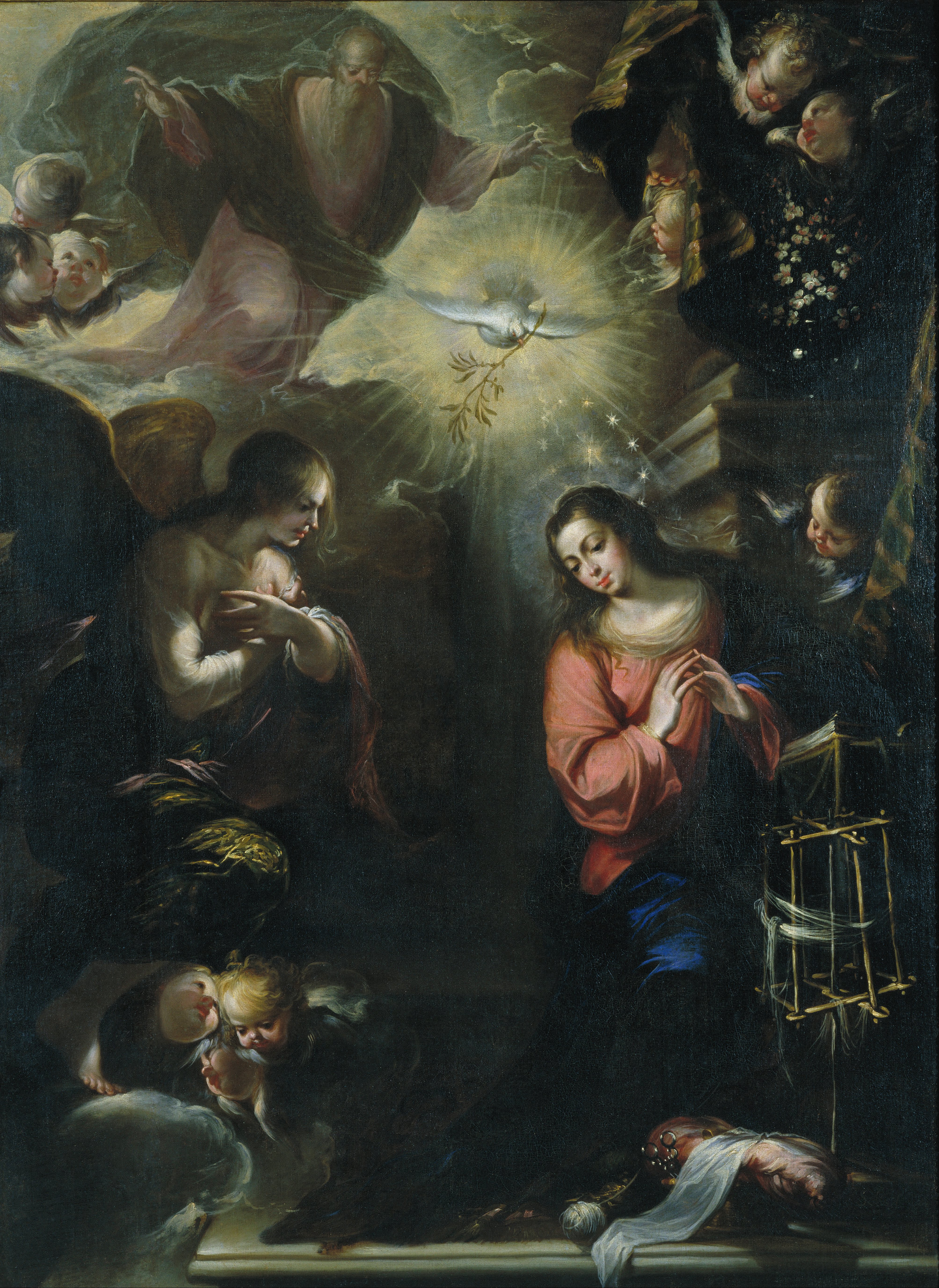
Anunciació, conservada al MNAC.

Francisco de Solís   (Madrid, 1620 - Madrid, 25 de setembre de 1684) va ser un pintor espanyol, fill de Juan de Solís i adscrit a l'escola madrilenya del ple barroc. Home culte, col·leccionista de dibuixos i recopilador de biografies d'artistes espanyols, per a les quals Antonio Palomino diu que tenia obertes moltes làmines amb els seus retrats, va arribar a desenvolupar un estil propi, de figures esveltes i colors clars, «d'una manera molt fresca, bella i grata al vulgo». Actualment a Catalunya podem trobar obres d'aquest artista al Museu Nacional d'Art de Catalunya o a la Biblioteca Museu Víctor Balaguer.